# 吉保八幡神社
吉保八幡神社（きっぽはちまんじんじゃ）は、千葉県鴨川市仲（安房国長狭郡）にある神社。旧社格は郷社。誉田別尊を主祭神とし、素戔嗚尊と天忍日命を配祀する。

## 概要
天長6年（829年）に吉保郷の鎮守として宇佐八幡を勧請し、文安年間（1444年～1448年）に里見氏の家臣緒方茂次が祈願所として再建したと伝えられている。現在の本殿は天明年間（1781年～1789年）の造営、本殿の彫刻は、初代伊八30代の作品とされている。明治6年（1873年）郷社に列した。
当社では、毎年9月28日の例祭で神事「吉保八幡のやぶさめ」が行われる。120間の馬場を疾駆しながら、3つの的をめがけて矢を放ち、それを3回繰り返し、五穀豊穣を祈願し稲作の豊凶を占うものである。文永年間（1264年～1275年）に始まったといわれ、古式に則った流鏑馬である。
1965年4月27日、千葉県無形民俗文化財に指定された。